# Now or never (canción de High School Musical)
«Now or Never» es el número musical de apertura y primer sencillo de la película de Walt Disney Pictures, High School Musical 3: Senior Year. La canción es también la primera canción en el álbum de la película. Sin embargo, cuando la canción es cantada en la película, el segundo verso es omitido.

## Lanzamiento
La canción tuvo su estreno mundial en Radio Disney el 11 de julio de 2008 como parte de su Planet Premiere. Una versión extendida de la canción fue lanzado el 2 de septiembre de 2008 en iTunes como el primer sencillo oficial del álbum. Un preview es usado en la película junto a clips se estrenó en Disney Channel el 30 de julio de 2008. El domingo 20 de julio de 2008, la canción se estrenó en el Reino Unido en BBC One como parte de BBC Switch. SóloZac Efron y Vanessa Hudgens cantan en la canción pero todo el elenco esta en los créditos.

## Video musical
Un preview de la escena en la película (acreditada como el video musical oficial) se estrenó en Disney Channel el 30 de julio de 2008. Now or Never es el número de apertura de la película que toma lugares durante el West High Knights y el juego de basketball East High Wildcats State Championship. La escena comienza en los camerinos de los chicos y avanza hasta llegar al gimnasio donde el juego toma lugar. La canción termina con la toma de en donde ganan.

## Formatos y Listas de canciones
Formatos
1. "Now or Never" (Versión Álbum) — 4:26
2. "Now or Never" (Radio Disney Edit) — 3:24
3. "Now or Never" (Video Edit) — 1:31
4. "Now or Never" (Reprise version - como parte de "Senior Year Spring Musical") 0:56

Lista de canciones Digital Single iTunes
1. "Now or Never" (Álbum Versión) — 4:26

## Posicionamiento
| Listas (2008)           | Posición |
| ----------------------- | -------- |
| Canadian Hot 100        | 72       |
| Dinamarca Singles Chart | 18       |
| Irlanda Singles Chart   | 42       |
| Swiss Singles Chart     | 64       |
| UK Singles Chart        | 41       |
| U.S. Billboard Hot 100  | 68       |

## Uso en la película
Now or Never es el número de apertura de la película, el cual toma lugar durante un partido de baloncesto entre los West High Knights (Caballeros de West High) y los East High Wildcats (Linces de East High) en la final del campeonato estatal.